# پایپ وایر
پایپ وایر (به انگلیسی: PipeWire) یک سرور برای مدیریت جریان (رایانش)‌های صوتی و تصویری و سخت‌افزاری در سیستم عامل لینوکس است. توسط ویم تایمنز در رد هت ایجاد شده‌است. این مسیریابی چندرسانه‌ای و پردازش خط لوله (رایانش) را کنترل می‌کند.

## اهداف
برخی از اهداف آن عبارتند از:
- برای کار با برنامه‌های فلت پک جعبه جعبه شنی (امنیت رایانه) است.[۷][۸]
- برای ارائه روش امن برای اسکرین‌شات و ضبط ویدیویی از صفحه نمایش در ویلند (پروتکل سرور نمایش).[۴][۹]
- برای متحد کردن پرونده‌هایی که توسط JACK و PulseAudio اداره می‌شوند.[۱۰]

## تاریخچه
در ابتدا این پروژه PulseVideo نام داشت. بعداً از نام پینوس استفاده شد (نام شهری که ویم در آن زندگی کرده‌است، پینوس د آلهاورین در اسپانیا). یکی از اهداف اولیه بهبود مدیریت ویدیو در لینوکس به همان روشی که PulseAudio مدیریت صدا را بهبود بخشید بود.ایده‌های این پروژه از PulseVideo توسط ویلیام مانلی گرفته شده‌است (نام "PulseVideo" که توسط Manley استفاده شده‌است به نامی که Taymans در ابتدای پروژه استفاده کرده بود، مربوط نمی‌شود). همان‌طور که کریستین شالر می‌گوید: «بسیاری از ایده‌های خود را از نمونه اولیه ویلیام مانلی به نام PulseVideo می‌گیرد و بر روی برخی از کدهایی که به دلیل این تلاش‌ها در GStreamer ادغام شده‌اند، ساخته شده‌است».
در نوامبر ۲۰۱۸، پایپ وایر مجدداً از گنو ال‌جی‌پی‌ال، پروانه ام‌آی‌تی دریافت داشت.

## پذیرایی
پایپ وایر مورد تحسین بسیاری قرار گرفته‌است، به ویژه در میان جوامع گنوم و آرچ لینوکس. به ویژه، بسیاری از مشکلاتی را که PulseAudio تجربه کرده بود، از جمله استفاده بالای CPU, مشکلات اتصال بلوتوث، و مشکلات باطن JACK آن را برطرف می‌کند.